# Jacopo della Sassetta
Jacopo (o Giacomo) Orlandi, detto Jacopo (o Giacomo) della Sassetta (XV secolo – 1482), è stato un nobile e condottiero italiano, signore di Sassetta.

## Biografia
Figlio di Ranieri Orlandi  Della Sassetta, e fratello di Pietro Paolo, visse nel XV secolo. Nel 1431 intraprese la carriera militare sotto la Repubblica di Siena. È noto per aver preso parte alla battaglia di San Romano (1432), alla battaglia del Tordino (1460) e all'assedio di Vasto (1464), in quest'ultime due schierato nell'esercito del Regno di Napoli. Morì in combattimento nel 1482.
Ma la sua fama gli sopravvisse ancora a lungo, e fu ricordato a Firenze anche in alcune raccolte di aneddoti, nei quali, insieme alla sua saggezza e al suo valore, è rimarcata la sua attenzione ai compensi:
Messer Jacopo della Sassetta, condoctiere di gente d’arme ne’ suoi tempi d’assai extimatione et prudentissimo, usava dire che cictà et terre grosse erano a’ soldati come la calcina a’ pesci. Domandato perché, rispondeva: Perché in esse e soldati, tra in piaceri et in altre cose, consumano le prese et il soldo; et poi, in campagna, mancano di suplire alle factioni per non havere denari. (Facezie e motti dei secoli XV e XVI: codice inedito Magliabechiano Di Giovanni Papariti Pubblicato da G. Romagnoli, 1874 - pag. 138)
Messere Jacopo della Sassetta, condoctiere di gente d’arme di grandissima riputatione et virtù fu facto cavaliere dalla Signoria di Firenze, al soldo della quale allhora stava; et perché non gli pareva havere condocta, secondo che gli pareva meritare; et, secondo che diceva, vi metteva del suo; dixe uno giorno ad alchuni cittadini di Firenze: Voi m'avete tracto 1' oro di borsa et messomelo al pedo. (Facezie e motti dei secoli XV e XVI, Codice inedito Magliabechiano, a cura di Giovanni Papanti, ed Gaetano Romagnoli, Bologna 1874 - pag. 140)